# アッシジの聖フランチェスコ (メシアン)
『アッシジの聖フランチェスコ』（アッシジのせいフランチェスコ、フランス語: Saint François d'Assise）は、フランスの作曲家オリヴィエ・メシアンによる3幕（8場）のオペラで、1975年から1983年にかけて作曲された。台本も本人による。アッシジのフランチェスコ（タイトルロール）をテーマとし、作曲家のカトリックへの深い信仰を示す。世界初演は、1983年11月28日に小澤征爾の指揮でパリのオペラ座で行われた。日本では、1986年に小澤征爾指揮、新日本フィルハーモニー交響楽団によるオラトリオ形式での部分初演が行われ、2017年にシルヴァン・カンブルラン指揮、読売日本交響楽団による演奏会形式での全曲初演が行われた。

## 成立史
モーツァルトとワーグナーのオペラの研究を行っていたメシアンは、自分ではオペラを決して作曲しない考えであった。パリ・オペラ座の音楽監督であったロルフ・リーバーマンが1971年にメシアンにオペラを依頼したときも、彼はこれを断わっている。しかしリーバーマンの手配により、当時のフランスの大統領ジョルジュ・ポンピドゥー主催のエリゼ宮の晩餐会に招かれたことで、メシアンは考えを変えることになった。晩餐の終わりに、ポンピドゥーは「メシアンよ、パリのオペラ座のためにオペラを書いてください！」と言ったのである。主題を捜すに当たって、メシアンはキリストの受難または復活を劇化することも考えたが、どちらの主題もふさわしくないと感じ、結局アッシジの聖フランチェスコの人生を劇化することを選んだ。それはキリストの純潔、謙遜、貧困と苦難に対応するものであった。
このオペラの創作過程は、作曲家を苦しめた。メシアンが仕事にとりかかった当初は、これが彼の音楽上の唯一の対象になったので、仕事は急速に進行した。1977年までに、彼はパリ国立オペラの音楽監督と連絡をとり、オペラの編曲前のバージョンを演奏する準備ができたと伝えた。しかしメシアンは1980年までオペラのオーケストレーションができなかった。そして、メシアンが聖フランチェスコについてオペラを書いているとラジオでリークされたことが、プレッシャーを増した。この報道は創作中のメシアンがいつも保っていた秘密の方針を破るものであった。
メシアンは、1979年に最終期限を延長するよう申し入れた。1983年が新しい期限として合意された。しかし、メシアンの健康は悪化し始めていた。1981年に、何度も病気の時期があり、メシアンが計画通りに終えられるかもう一度疑問になってきた。メシアンは憂鬱に苦しみ始め、1981年12月ごろには、もはや作曲を続けることができないと感じていた。しかし、医者が彼に健康回復のために毎日の散歩をするように勧め、彼はサクレ・クール寺院での夕方のミサに出席し始めた。これはメシアンが作曲を継続して完成することを（彼はこれが自分の最後の仕事だと確信していたのだが）助けた。

## 楽器編成
- 木管楽器 - ピッコロ3、フルート3、アルトフルート、オーボエ3、コーラングレ、E♭管クラリネット2、クラリネット（B♭管）3、バスクラリネット、コントラバスクラリネット、ファゴット3、コントラファゴット、
- 金管楽器 - ホルン6、ピッコロ・トランペット、トランペット3（D管2、C管3）、トロンボーン4、バスチューバ2、コントラバスチューバ、
- 鍵盤打楽器 - ヴィブラフォン、グロッケンシュピール、シロフォン、シロリンバ、マリンバ
- 打楽器（奏者5）
  1. チューブラーベル、クラベス、ウィンドマシーン、スネアドラム
  2. トライアングル、クラベス、テンプル・ブロック6、極小シンバル3、小シンバル、懸垂シンバル。
  3. トライアングル、クラベス、ウッドブロック、フエ、マラカス1対、ギロ、ガラスチャイム、シェルチャイム、ウッドチャイム、バスクドラム、ゴング3。
  4. トライアングル、クラベス、アンティークシンバル、大懸垂シンバル、普通の懸垂シンバル、トムトム（中）、トムトム（低）、タムタム3
  5. チューブラーベル、メタルシート、クラベス、ジオフォン（英語版）、大太鼓
- オンド・マルトノ3
- 弦五部 - 第1ヴァイオリン16、第2ヴァイオリン16、ヴィオラ14、チェロ12、コントラバス（5弦）10

## 演奏時間
約4時間から4時間半かかる（各幕80分、2時間、1時間）。

## 台本
芸術的な自由を最大限に発揮するため、メシアンは台本と音楽の両方を書いた。ほぼ8年の間、作曲家はフランシスコ会の文献を読み込み、チェラーノのトマスとボナベントゥラによる伝記、またフランチェスコの自身の祈り（「太陽の讃歌」など）を読んだ。また『聖フランチェスコの小さい花（I Fioretti）』、聖痕に関する考察と聖書からの一節を引用した。演奏時間が長く、管弦楽が大編成で、台本が自作ということと、題材が宗教的だということで、ワーグナーの神聖舞台祭典劇「パルシファル」に先駆を見出すことができる。
回心の後のフランチェスコの魂における感謝の祈りの進捗に集中するために、メシアンは、その主人公の人生で、フランチェスコとキアラのしばしばロマンチックにされた関係と、彼がグッビオで野生のオオカミを手なずけた寓話を含む、いくつかのエピソードを省略した。またフランチェスコと彼の父ビエトロのよく書かれた争いを無視し、エディプス・テーマを避けた。
批評家は後に、フランチェスコの回心の後から筋が開始することについてメシアンを批判した。作曲家は、クロード・サミュエルとのインタビューで、自分の選択についてこう述べている。「私に『あなたの作品には罪が現れない』という人もいた。しかし私自身、罪に興味が持てないし、穢れが興味深いと思えない。私は花の方を好む。」
オペラの8つの場面（3幕に分かれる）は、フランチェスコの精神的な発展を詳細に描写している。第1幕は、彼が彼の目標を認識する場面を含む："La Croix"（十字）、"Les Laudes"（賛歌）と"Le Baiser au Lépreux"（レプラ患者への接吻）。第2幕は、啓蒙、奉仕と神性へのフランチェスコの道程を示す："L’Ange voyageur" （旅する天使）、"L'Ange musicien"（音楽家たる天使）と"Le Prêche aux oiseaux"（鳥への説教）。第3幕の場面は、神学への聖者のアプローチと永遠への彼の旅立ちを探究する："Les Stigmates" （聖痕）、そして、"La Mort et la Nouvelle Vie"（死と新しい生命）。